# 愛沙尼亞交通
本文簡述愛沙尼亞的交通概況。 

## 公路

愛沙尼亞主要公路

愛沙尼亞國內公路全長 57,565 km，其中12,926 km經過鋪裝。

## 鐵路
愛沙尼亞國內鐵路全長900 km，並且有開往鄰國拉脫維亞和俄羅斯的國際列車。此外愛沙尼亞首都塔林有輕軌交通。

## 港口
愛沙尼亞有45座港口，均為波羅的海的海港。愛沙尼亞主要的港口包括穆加港、塔林港等港口。

## 管道
2007年，愛沙尼亞有天然氣管道859公路。